# Louis I., König der Schafe
Louis I., König der Schafe ist ein Stop-Motion-animierter Kurzfilm von Markus Wulf, der im Februar 2022 bei der Berlinale seine Premiere feierte.

## Handlung
Als ein starker Wind über eine Weide weht, bläst er eine Papierkrone direkt auf den Kopf des Schafes Louis. So ist er zu Louis I., König der Schafe geworden, was seine bisherigen Mitschafe und nun Untertanen jedoch noch nicht verstanden haben. Sie grasen munter weiter. Erst als er eine kurze, aber bestimmte Rede über Lautsprecher hält, huldigen sie ihm und erfüllen ihm alle seine Wünsche.

## Produktion

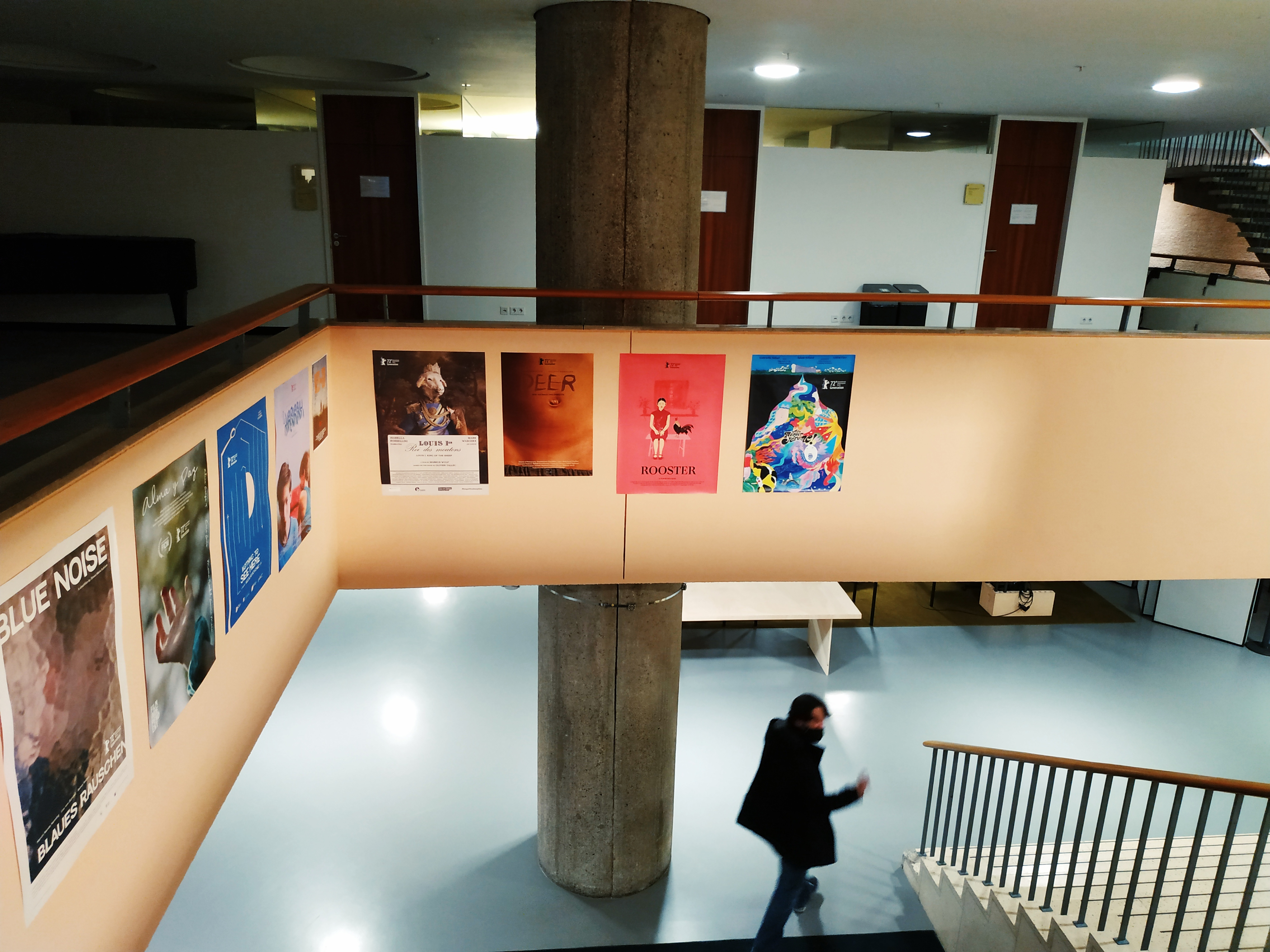
Die Premiere des Films erfolgte im Februar 2022 bei der Berlinale, wo er in der Sektion Generation Kplus gezeigt wurde.

Der Film basiert auf dem Buch Louis Ier, roi des moutons von Olivier Tallec, das 2014 bei Actes Sud in französischer Sprache veröffentlicht wurde. Regie führte Markus Wulf, der gemeinsam mit Maggie Briggs auch Tallecs Buch adaptierte.
Der Film wurde in Stop-Motion-Animation gedreht. Neben dem Kameramann Taylor Stanton arbeitete Wulf hierfür mit den Animatorinnen Emily Ann Hoffman und Victoria Arslani zusammen.
Die Premiere erfolgte am 15. Februar 2022 bei den Internationalen Filmfestspielen in Berlin, wo der Film in der Sektion Generation gezeigt wurde. Im Juni 2022 wurde er beim Festival d’Animation Annecy und Ende des Monats beim Palm Springs International ShortFest gezeigt. Im Oktober 2022 wurde er beim Filmfest Osnabrück und beim Sitges Film Festival vorgestellt. Ende Januar 2023 wird er beim Filmfestival Max Ophüls Preis gezeigt.

## Rezeption

### Kritiken
Von der Deutschen Film- und Medienbewertung wurde Louis I., König der Schafe mit dem Prädikat Besonders wertvoll versehen. In der Begründung heißt es, der Film sei zum einen eine kleine Reminiszenz an den Sonnenkönig Ludwig XIV., wie auch eine schöne Parabel auf das Erringen von Macht und leider auch oftmals Machtmissbrauch. Ein besonderes Lob verdiene die zauberhaft aufwendig gebaute Szenerie in passenden Farben und die hübsche Gestaltung der Schafe.

### Auszeichnungen
Internationale Filmfestspiele Berlin 2022
- Nominierung als Bester Kurzfilm in der Sektion Generation Kplus

Festival d’Animation Annecy 2022
- Nominierung im Kurzfilmwettbewerb (Markus Wulf)[7]